# Tragia paxii
Tragia paxii là một loài thực vật có hoa trong họ Đại kích. Loài này được Lourteig & O'Donnell miêu tả khoa học đầu tiên năm 1941.